# Штро

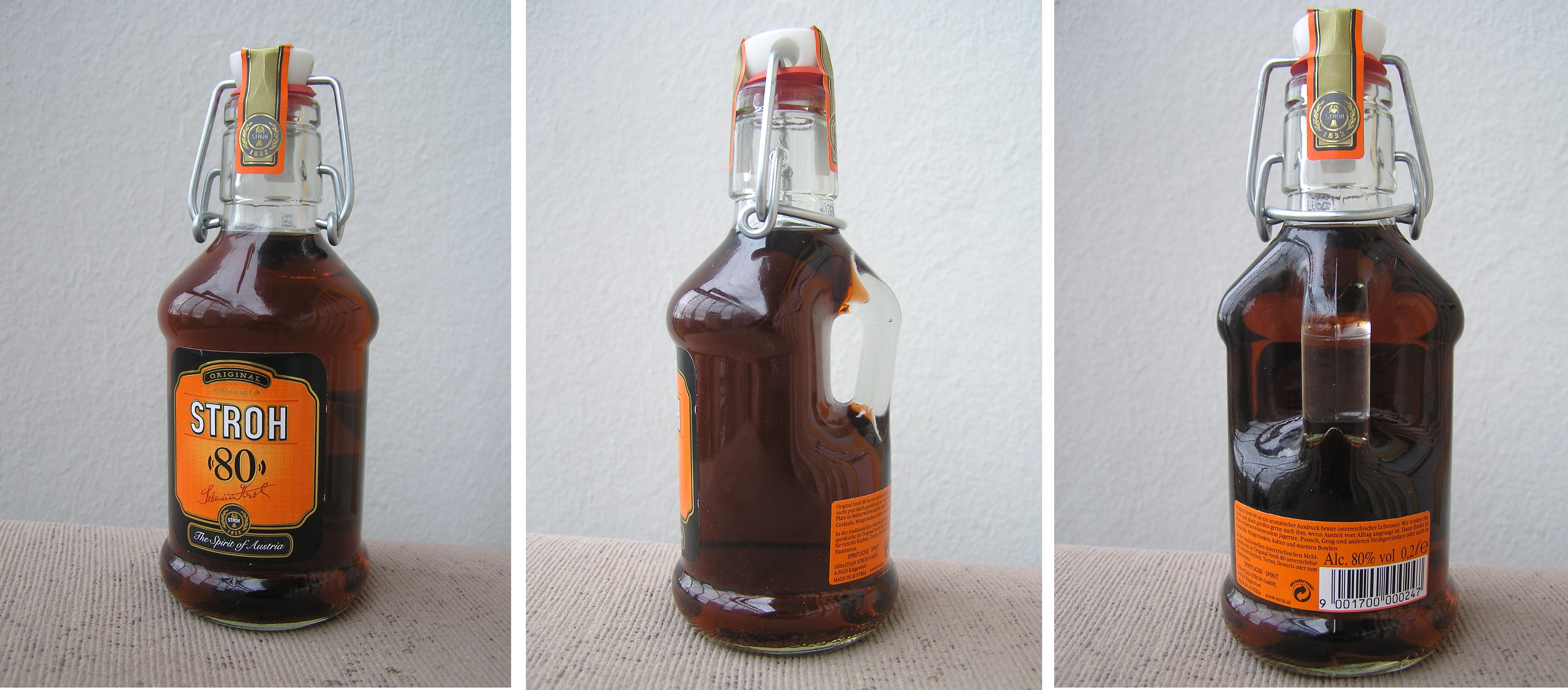
Stroh 80 в пляшці ємністю 0,2 л (6,8 американської унції; 7,0 англійської унції)

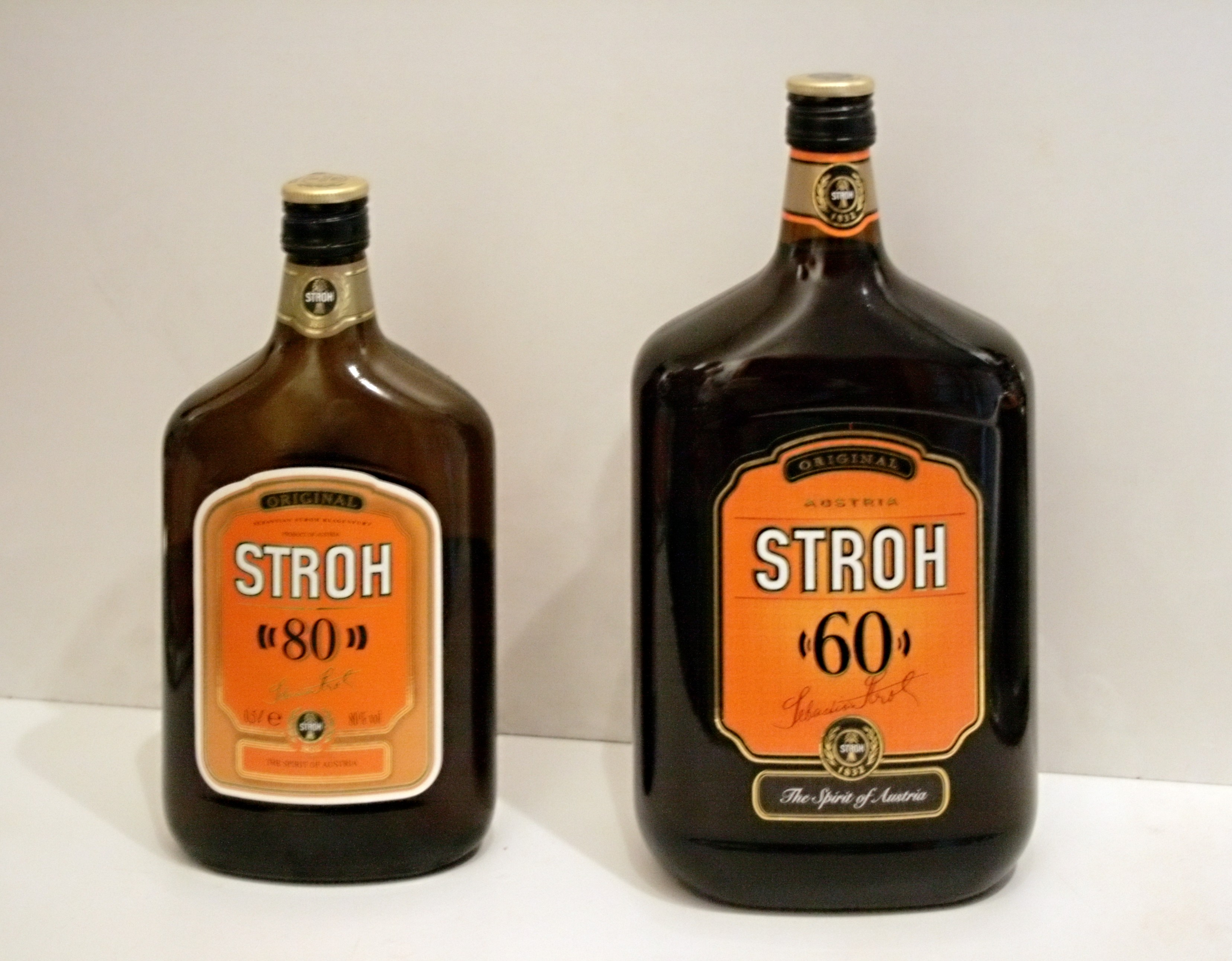
troh 80 і Stroh 60

Штро (нім. Stroh) — австрійський міцний і пряний ром. Доступний в трьох варіантах: Stroh 40, Stroh 60 і Stroh 80. В Duty Free також доступний Stroh 54. Число показує частку алкоголю в напої.

## Опис
Вважається, що торговельна марка Stroh з'явилася в 1832 в Клагенфурті, і отримала назву на честь засновника і власника підприємства-виробника Себастьяна Штро. Напій нагороджений золотою медаллю на Всесвітній виставці 1900 в Парижі.
Сьогодні Штро доступний більш ніж в 40 країнах. Через свою міцність рідко використовується як чистий напій, найчастіше застосовують як інгредієнт алкогольних коктейлів, наприклад: мисливський чай, пунш і палаючий коктейль B-52 (замість кавового лікеру). Штро — також важливий компонент для пирогів і печива австрійської кухні.
Оскільки в Австро-Угорщини не було ніякого доступу до колоній в тропічних областях, ромові виробники спочатку спробували замінити аромат патоки цукрової тростини сумішшю прянощів і фарб, доданих до спиртової основи, званої  Inländer-Rum  — заміна, яка за ці роки стала особливістю. Сьогодні австрійський ром зроблений з побічних продуктів цукрової тростини згідно з інструкціями Європейського співтовариства, у той час як типовий аромат  Inländer-Rum  був традиційним. Виробництво стандартизовано главою B23 «Кодекс Аліментаріус Австріакус» (Codex Alimentarius Austriacus).